# Mishnah Berurah
La Mishnah Berurah (in ebraico משנה ברורה ‎? "Insegnamento Chiarito") è un'opera di Halakhah (Legge ebraica) scritta da Rabbi Yisrael Meir Kagan (Polonia, 1838–1933), colloquialmente noto anche col nome di un altro dei suoi libri, Chofetz Chaim "Anelante alla Vita". 
La Mishnah Berurah è un commentario della Orach Chayim, la prima sezione di Shulchan Arukh che tratta delle leggi di preghiera, sinagoga, Shabbat e Festività ebraiche riassumendo le opinioni e decisioni degli Acharonim (autorità rabbiniche post-medievali) in merito a quell'opera antica.
Il titolo Mishnah Berurah fa riferimento a quel passo del Deuteronomio dove viene comandato ad Israele di imprimere i comandamenti di Dio in grandi caratteri sul fianco di una montagna.
La Mishnah Berurah è tradizionalmente stampata in 6 volumi insieme ad altri commentari particolari. L'opera presenta in maniera chiara e semplice spiegazioni e citazioni sugli aspetti quotidiani dell'Halakhah. Viene usata diffusamente come riferimento ed ha quasi rimpiazzato del tutto l'uso del Chayei Adam e dell'Aruch HaShulchan come fonte primaria autorevole per la vita ebraica quotidiana degli ashkenaziti, specialmente quelli associati con le yeshiva Haredi. La Mishnah Berurah è accompagnata da glosse approfondite chiamate Be'ur Halakha, una sezione di riferimento chiamata Sha'ar Hatziyun (entrambe scritte da Rabbi Kagan) e commentari aggiuntivi intitolati Be'er Hagolah, Be'er Heitev e Sha'arei Teshuvah.
"Mishnah Berurah Yomit" è un programma di studio iniziato dalle organizzazioni ebraiche Vaad Daas Halacha e Chofetz Chaim Heritage Foundation. Il programma si sviluppa in cicli di 2½ anni ("Un Daf al giorno") o di 5 anni ("Un Amud al giorno") e dedica particolare attenzione a ciascun yom tov (festival) dei 30 giorni precedenti.

## Opere correlate
- Chayei Adam, un'opera anteriore simile
- Aruch HaShulchan di Yechiel Michel Epstein -  un'opera contemporanea alla Mishnah Berurah che traccia lo sviluppo di ogni halakhah dal Talmud ai Rishonim e fino ad un psak sostenuto dagli Acharonim
- Kaf Hachayim di Yaakov Chaim Sofer -  un'opera contemporanea sefardita che discute la Orach Chayim  e parte della Yoreh De'ah con la prospettiva dei Rishonim e Acharonim.
- Kitzur Shulchan Aruch di Shlomo Ganzfried

Altri cicli di studio: 
- Shnayim mikra ve-echad targum (Parashah con Rashi) - studio settimanale o quotidiano (ciclo di un anno)
- Daf Yomi (intero Talmud) - studio quotidiano (ciclo di circa sette anni); Amud Yomi (ciclo di circa quattordici anni)
- Mishneh Torah - studio quotidiano (cicli di due anni e mezzo o cinque anni)
- Kitzur Shulchan Aruch Yomi - studio giornaliero (ciclo di un anno)
- Halacha Yomit (Shulchan Arukh) - studio giornaliero (ciclo di quattro anni)
- Tanya  - studio giornaliero (ciclo di un anno)